# Mihai Răzuș

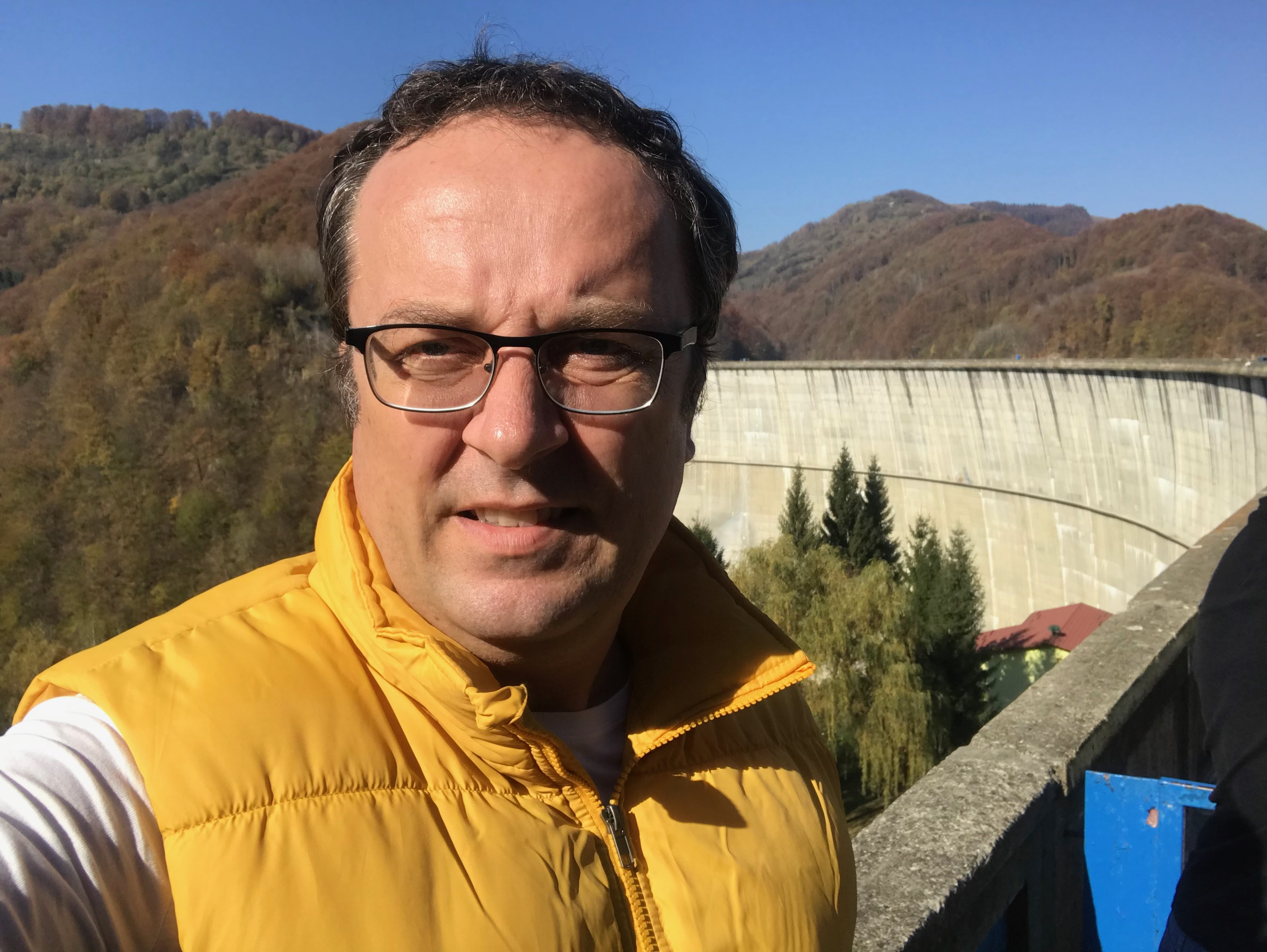
Mihai Răzuș, 2019

Mihai-Alexandru Răzuș-născut 1 februarie 1971, în București, este actor , realizator de televiziune (TVR) și coordonator de teatru pentru copii și adolescenți 

## Biografie
- 1985-1989-a urmat liceul "Nicolae Bălcescu" din București (actualmente Colegiul Național "Sf.Sava")
- 1996-a absolvit Academia de Teatru și Film-București (actualmente UNATC)-secția Actorie clasa prof.Florin Zamfirescu, Doru Ana
- din anul 2005 este căsătorit cu Cristiana Răzuș și au o fetiță- Nora Maria Răzuș

## Formare profesională- Cursuri de pregătire
- 1997-Workshop Teatru Cehov-regizor Radu Penciulescu-sustinut sub egida UNITER
- 1998-Workshop Teatru Improvizatie-regizor Andrei Serban- sub egida UNITER
- Workshopuri Teatru de copii si adolescenti ca forma de reintegrare sociala-Melilla (Spania),  Aarhus (Danemarca), Stockholm( Suedia-Swedish Institute)-sub egida UNITER
- Participant si sustinator al colocviului  „Improvizatia pentru persoane cu dizabilitati”-Ottawa-Canada- IDEA 2000 (Congresul Mondial de Educare prin Arta)
- Cursul de impresariat artistic sub egida Ministerului Muncii si Protectiei Sociale

## Coordonator/trainer -Teatru pentru copii și adolescenți
- 2004-fondator al trupei de teatru de liceeni "TRA LA LA" -Bucuresti
- 2005-regizor al spectacolului "CLASA"-spectacol cu mesaj social
- Spectacolul "CLASA" se joaca si acum, dupa  17 ani de la premiera , cu a-4-a generatie de liceeni, avand in vedere actualitatea temelor specifice adolescentilor
- 2005-2020 Fondator si trainer al Trupelor de Teatru pentru liceeni:

-Insert the Name Here-Bucuresti
-Waldorf Sector 2-Bucuresti
-Most Wanted-Campulung Muscel
-Trupa de teatru de copii „Tudor Musatescu”-Campulung Muscel
- 2005-2020 coordonator/ profesor pentru diverse cursuri de Teatru pentru copii si Dezvoltare personala prin Teatru(Institutul Cultural Roman)
- 2016-regizor spectacolul „Un pic de Musatescu”-jucat de liceeni-Campulung Muscel
- 2017-regizor si scenarist al spectacolului pregatit pentru ANUL CENTENAR 2018 „O mica istorie a Romaniei Mari”-jucat de copii din Campulung Muscel
- 2018- premiera spectacolului cu liceeni de la Scoala Waldorf„Ce dam la BAC?Caragiale!” la UNATC Bucuresti
- 2017-coordonator Program Fonduri Nerambursabile Primaria Municipiului Campulung Muscel-proiect „Teatrul de copii si adolescenti-Tudor Musatescu”
- 2019-premiera spectacolului „Shakespeare for ever”-Scoala Waldorf
- Premii Festivalul Mark Twain, Festivalul Teatru ptr adolescenti Petrosani

## Actor-Teatru
- 1995-debut la Teatrul Nottara în spectacolul "Două femei celebre" cu Dana Dogaru și Victoria Cociaș
- 1996-1998-actor angajat al Teatrului Evreiesc de Stat (Dibuk, Scripcarul pe acoperis, Cast no shadow)
- 1998-2006-membru in trupa Dan Puric –actor si tour manager (turnee Germania,Franta, Italia, Albania, Serbia, Muntenegru, Slovacia, Bulgaria, Elvetia)-spectacole-Costumele,Made in Romania, Levintza-Hic sunt leones
- 2000-2007-actor colaborator in mai multe productii la: Teatrul Nottara, Teatrul ACT, Teatrul de Comedie, Teatrul Cafe Godot, Teatrul UNU, Trupa Dan Puric sediul Rapsodia Romana, Green Hours.

## Televiziune
Stagii de pregătire/participări ca delegat
- Madrid Spania-pentru emisiunea Surprize Surprize-sustinut de Valeriu Lazarov si Prime Time
- Londra-BBC-Youth News Exchange- emisiuni informative pentru copii si tineri
- Delegat al Televiziunii Romane la Congresele EBU (European Broadcasting Union) la Lucerna si Geneva-2007/2008/2009

Activitate prezentator/scenarist/realizator
- 1999-2001-co-prezentator Surprize, Surprize-Televiziunea Romana
- 2001-2006-colaborari Antena 1, TVR 2
- 2007-2020- moderator, actor, producator TV-Televiziunea Romana
- Emisiuni pentru copii-„Vedeta Familiei”, „Joaca de-a povestile”, „Povestea Filmului”
- Emisiuni adolescenti- „5 pentru Natiune”
- Emisiuni divertisment- „Razushow”,”Inainte si dupa”, „Zambeste , maine va fi mai bine!”
- Emisiuni diverse/de stiinta- „Gala Europa Libera AICI!”, „Baga la cap!”, „Komando TVR”
- „Toate-s vechi si 9 toate”, Agenda Cerbului de Aur 2018 si 2019, Making of Cerbul de aur 2019, Remember Eurovision 2019

Executiv/Administrativ
- 2007-2009-Redactor sef/Editor Coordonator –Programe pentru copii si tineret
- 2009-2011-Producator Delegat Canalul TVR1
- 2011-2014-Redactor Sef-Educatie Stiinta

Premii si distinctii
- Premiul APTR-producator-emisiune de stiinta-„Baga la cap”
- Premiul UNITER-producator-Teatru TV- „Vinovatul”

Evenimente corporate
Actor, regizor, scenarist, M.C- evenimente de lansare, corporate, traininguri pentru : Renault, Volvo XC 90, FOCUSAT, Danone, Coca-Cola ș.a.m.d.